# Hetta
För andra betydelser, se Hetta (olika betydelser).

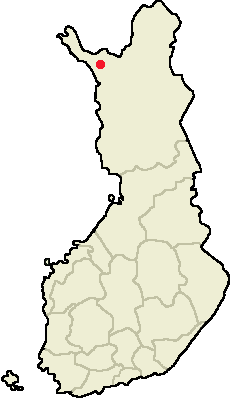
Kommuncentret Hetta i Enontekis

Hetta (nordsamiska Heahttá) är kyrkbyn och det administrativa centret i kommunen Enontekis. Hetta har cirka 500 invånare och ligger på den norra stranden av sjön Ounasjärvi. I byn finns bland annat kommunhuset, statens ämbetshus, Enontekis huvudbibliotek, skolcentret (grundskola och gymnasium), en bank, ett antal affärer och Enontekis kyrka. Som tätort har orten namnet Enontekis kyrkoby (finska: Enontekiön kirkonkylä). Vid tätortsavgränsningen 31 december 2012 hade Enontekis kyrkoby 555 invånare och omfattade en landareal av 3,31 kvadratkilometer.
Hetta grundades år 1697 av Henrik Henriksson Hetta, från Hetta hemman i Matarengi (svenska Övertorneå).
Enontekis flygplats (ENF/EFET) ligger omkring 7,5 kilometer väster om Hetta. Det finns vägförbindelser norrut mot Kautokeino (i Norge; längs E45), västerut mot Muonio och Kilpisjärvi (E8) samt österut mot Sirkka (Levi) i Kittilä. Hetta har dagliga bussförbindelser med Rovaniemi.

## Aktiviteter
- Den norra ändpunkten för den 55 kilometer långa vandringsleden Hetta - Pallas ligger invid Hetta på den södra sidan av Ounasjärvi. Vandringsleden sträcker sig genom Pallas-Yllästunturi nationalpark. [3]
- Terrängen kring Hetta bjuder på leder för kortare vandringsturer, för terrängcykling och för terrängskidning. [4]
- Årliga evenemang så som musikdagarna i Hetta, Marianpäivät (Marie-dagarna) och pimpelfiskeveckan.[5]

## Befolkningsutveckling
| Befolkningsutvecklingen i Hetta (Enontekis kyrkoby) 1960–2012 | Befolkningsutvecklingen i Hetta (Enontekis kyrkoby) 1960–2012 | Befolkningsutvecklingen i Hetta (Enontekis kyrkoby) 1960–2012 | Befolkningsutvecklingen i Hetta (Enontekis kyrkoby) 1960–2012 | Befolkningsutvecklingen i Hetta (Enontekis kyrkoby) 1960–2012 |
| ------------------------------------------------------------- | ------------------------------------------------------------- | ------------------------------------------------------------- | ------------------------------------------------------------- | ------------------------------------------------------------- |
|                                                               |                                                               |                                                               |                                                               |                                                               |
| År                                                            |                                                               |                                                               | Folkmängd                                                     | Landareal (km²)                                               |
| 1960                                                          | 1960                                                          |                                                               | 334                                                           | 1,90                                                          |
| 1970                                                          | 1970                                                          |                                                               | 375                                                           | 2,33                                                          |
| 1980                                                          | 1980                                                          |                                                               | 519                                                           | 4,1                                                           |
| 2012                                                          | 2012                                                          |                                                               | 555                                                           | 3,31                                                          |

## Sevärdheter
- Jyppyrä utsiktsplats
- Kyrkan i Enontekis
- Midnattssolen som varar i två månader och midvintermörkret som varar i en månad. (Jorden är närmare solen under nordisk vinter och rör sig därför snabbare, så den mörka tiden varar kortare tid.)